# مارا ديفيس
مارا ديفيس (بالإنجليزية: Mara Davis)‏ هي مقدمة برامج إذاعية أمريكية، ولدت في 28 يوليو 1969 في نيويورك في الولايات المتحدة.

## وصلات خارجية
- الموقع الرسمي